# Patricia Kirkwood
Patricia «Pat» Kirkwood (24 de febrero de 1921 – 25 de diciembre de 2007) fue una actriz teatral de nacionalidad británica, que a lo largo de su carrera trabajó en el medio dramático, el cabaret, las revistas, el music hall, los shows de variedades y la pantomima. Además fue actriz radiofónica, cinematográfica y televisiva, y fue la primera mujer en tener una serie televisiva propia en la BBC.

## Primeros años
Nacida en Ciudad de Salford, Inglaterra, sus padres fueron William Kirkwood, un expedidor, y Norah Carr. Estudió en la Levenshulme High School de Mánchester, y a los 14 años de edad participó en un concurso de talentos en Ramsey (Isla de Man), y consiguió cantar en el show de la BBC Children's Hour. Pocos meses después, en abril de 1936, tomó parte de un número, The Schoolgirl Songstress, en el Hippodrome en Ciudad de Salford. A lo largo de 1936 Kirkwood actuó en diferentes shows de variedades, incluyendo una pantomima, Las habichuelas mágicas, en la que encarnaba a la Princesa Dorothy. En las Navidades de 1937 hizo el papel de Dandini en el Teatro Shaftesbury, en la pantomima "Cinderella", trabajando con Stanley Lupino, continuando en los dos años siguientes con sus actuaciones en cabaret, variedades y pantomimas.

## Estrellato y guerra
En 1938 y 1939 Kirkwood actuó en dos filmes, Save a Little Sunshine y Me and My Pal, junto al comediante escocés Dave Willis, cantando dos números musicales. Gracias a ello consiguió su primer éxito grabado, "Hurry Home". Sin embargo, coincidiendo con el inicio de la Segunda Guerra Mundial su carrera despegó. Kirkwood, entonces de 18 años de edad, trabajó en la revista Black Velvet en el London Hippodrome, haciéndose famosa por su interpretación de la canción de Cole Porter "My Heart Belongs to Daddy". Por todo ello fue llamada "la primera estrella británica en época de guerra". Se dio la circunstancia de que en 1940 Kirkwood actuó en "Top of the World", en el London Palladium, mientras caían las bombas alemanas en Londres.
En 1939 y 1940 trabajó en las cintas Come on, George! y Band Waggon (1940), siendo comparada con la actriz Betty Grable gracias a su trabajo en la segunda de ellas. Kirkwood siguió actuando en los años bélicos en el circuito del West End londinense en diferentes pantomimas y espectáculos. Entre otros espectáculos actuó en Lady Behave (1941), Let's Face It (1942), Goody Two Shoes (Teatro Coliseum, 1944), Aladdin (Teatro Royal, en Nottingham), además de participar en el programa radiofónico A Date with Pat Kirkwood.

## Período estadounidense
En 1944 Kirkwood recibió ofertas para ser contratada por Metro-Goldwyn-Mayer y 20th Century Fox, supuestamente por 250.000 libras esterlinas. Finalmente aceptó el contrato de MGM, pero no pudo viajar a Estados Unidos y rodar un largometraje hasta el final de la guerra. Mientras tanto actuó en otra película, Flight from Folly. Tres días después del Día de la Victoria en Europa, Kirkwood viajó a Estados Unidos.
Ya en América, Kirkwood pasó varios meses esperando que MGM empezara la producción de una película. El film en el que ella iba a trabajar, No Leave, No Love, junto a Van Johnson, requería que la actriz perdiera peso, y los médicos del estudio le controlaron su tiroides e hipófisis y le pusieron una dieta estricta. La película fue una decepción, y su producción pasó factura a la salud de la actriz, que debió pasar nueve meses en un sanatorio en Nueva York debido a una crisis nerviosa ocasionada por el fracaso del estreno. Esa enfermedad le costó perder el papel principal del musical Annie Get Your Gun.
El estrés también afectó a su vida privada, separándose de su primer marido, Jack Lister, y volviendo a Inglaterra.

## Resurgimiento y televisión
Tras su vuelta, Kirkwood retornó al género de las revistas actuando en Starlight Roof, representada en el London Hippodrome (1947). Tuvo un cierto éxito grabando "Make Mine Allegro" y siguió trabajando en teatros del West End en piezas como Little Miss Muffet (1949) y Roundabout (1949, de Austin Melford). 
Sin embargo, su carrera recuperó brío al ser seleccionada por Noël Coward para hacer el papel de Pinkie Leroy en Ace of Clubs (1950, Teatro Cambridge), obra escrita específicamente para ella. Fue en esa época cuando Kirkwood se casó con su segundo marido, el armador griego Spiro "Sparky" de Spero Gabriele, en 1952. Sin embargo, él falleció dos años más tarde a causa de un ataque cardiaco.
A partir de 1953 Kirkwood empezó a trabajar en la televisión, actuando en Our Marie (en el papel de la estrella del music hall Marie Lloyd) y participando como panelista en What's My Line (1953). En 1954 se inició The Pat Kirkwood Show en BBC Television. Desde entonces fue consiguiendo papeles televisivos de mayor entidad, participando en My Patricia (1956), Pygmalion (1956), y From Me to You (1957). En varias de esas actuaciones estuvo acompañada de su tercer marido, el actor, dramaturgo y compositor Hubert Gregg.
En 1954 Kirkwood viajó de nuevo a Estados Unidos para hacer una gira de tres meses en Las Vegas actuando como artista de cabaret en el Desert Inn.
A finales de la década de 1950 actuaba de nuevo en el teatro, tomando parte en obras como Chrysanthemum (Prince of Wales y Apollo), Jack and the Beanstalk (una pantomima), Pools Paradise (de Philip Kings, 1961), Villa Sleep Four (1961), y Robin Hood (Aberdeen, una pantomima). Tras Robin Hood, Kirkwood se retiró temporalmente con su tercer marido, Hubert Gregg, mudándose a Portugal.

## Escándalo con el duque de Edimburgo
Durante una actuación en el London Hippodrome en 1948, el Príncipe Felipe de Edimburgo fue presentado a Kirkwood en su camerino. Más tarde fueron a cenar en el restaurante Les Ambassadeurs en Mayfair, y los periodistas afirmaron que ambos bailaron y desayunaron juntos al día siguiente.
En la prensa diaria se publicaron rumores sobre una relación entre el Príncipe Felipe y Kirkwood, lo cual, según los cortesanos, enfureció a Jorge VI del Reino Unido. Kirkwood siempre negó la existencia de cualquier tipo de aventura con el príncipe, y éste afirmaba en una carta personal que todo ello fue "mitología de la prensa".

## Retiro
Entre 1970 y 1973 Kirkwood salió de su retiro en Portugal para volver a actuar en diferentes locales y giras, haciendo entre otras obras el papel de Hay Fever (1970, de Noël Coward, como Judith Bliss), Lady Frederick (1971), Babes in the Woods (1971, pantomima), A Chorus Murder (1972), Move Over Mrs. Markham (1973, en el papel del título). Su última pantomima fue Aladdin, representada en Newcastle upon Tyne. Por otra parte, en 1976 fue Mrs. Gay Lustre en la pieza de Arthur Wing Pinero The Cabinet Minister.
En 1979 se separó de Gregg, y en 1981 se casó con el jurista retirado Peter Knight, su último marido. Gracias a su situación acomodada, pudo retirarse del mundo del espectáculo, aunque actuaría esporádicamente en la década de 1980. En los primeros años noventa decidió volver a actuar, y en 1992 cantó "There's No Business Like Show Business" en el London Palladium en el espectáculo A Glamorous Night with Evelyn Laye and Friend. En 1993 actuó en el Teatro Wimbledon en Glamorous Nights of Music.
Su última aparición pública tuvo lugar con la obra Noel/Cole: Let's Do It, representada en el Festival de Teatro de Chichester en 1994. A finales de ese año participó en el programa "This is Your Life".
En 1999 Kirkwood publicó su autobiografía, The Time of My Life.

## Fallecimiento
A Patricia Kirkwood se le diagnosticó una enfermedad de Alzheimer, dolencia que ya había sufrido su madre. Ella falleció en la Kitwood House Nursing de Ilkley, Inglaterra, el día de Navidad de 2007. Tenía 86 años de edad. Le sobrevivió su marido, Peter Knight. No tuvo hijos. Sus restos fueron incinerados, y las cenizas entregadas a sus allegados. 

## Selección de su filmografía
- Save a Little Sunshine (1938)
- Come on George! (1939)
- Band Waggon (1940)
- Flight from Folly (1945)
- No Leave, No Love (1946)
- Once a Sinner (1950)
- Stars in Your Eyes (1956)
- After the Ball (1957)